# PES (cineasta)
Adam Pesapane (Dover, Nova Jérsei, 26 de maio de 1973), também conhecido como PES, é um cineasta e animador americano. Como reconhecimento, foi nomeado ao Oscar 2013 na categoria de Melhor Animação em Curta-metragem por Fresh Guacamole.